# Leuilly-sous-Coucy
Leuilly-sous-Coucy es una comuna francesa situada en el departamento de Aisne, de la región de Alta Francia.

## Geografía
Está ubicada a 20 km al suroeste de Laon.

## Demografía
| 468 | 414 | 395 | 405 | 415 | 418 | 395 | 402 |
| Para los censos de 1962 a 1999 la población legal corresponde a la población sin duplicidades (Fuente: INSEE [Consultar]) |     |     |     |     |     |     |     |